# Monestir de Fonte Avellana
El monestir de Fonte Avellana (en italià: Monastero di Fonte Avellana), dedicat a la Santa Creu, és un monestir catòlic italià que es troba als vessants de la muntanya Catria, en la comuna de Serra Sant'Abbondio, província de Pesaro i Urbino, regió de Les Marques. Construït a finals del primer mil·lenni cristià, abadia en 1325, l'església del monestir va ser elevada a basílica menor el 31 de març de 1982 pel papa Joan Pau II, que la va visitar per concloure les celebracions del mil·lenari. Va inspirar a Dante Alighieri, el qual probablement va ser el seu hoste, i que va esmentar al Monestir en el cant XXI del Paradís, en la seva Divina Comèdia. Aquí es diu que va morir Guido d'Arezzo, inventor de la tetragrama, l'any 1050.